# Đại Mông Cổ
Đại Mông Cổ là một khu vực địa lý, bao gồm các vùng lãnh thổ tiếp giáp nhau, chủ yếu là các sắc tộc người Mông Cổ sinh sống. Nó bao gồm gần đúng nhà nước Mông Cổ ngày nay, khu tự trị Nội Mông Cổ (Nội Mông) và một phần Khu tự trị dân tộc Duy Ngô Nhĩ Tân Cương của Trung Quốc và các tỉnh hay nước cộng hòa tự trị tại Nga như Cộng hòa Tyva (Tuva), Cộng hòa Buryatia và tỉnh Chita.
Các sắc tộc sinh sống trong khu vực này chia sẻ cùng một văn hóa Mông Cổ truyền thống ở các mức độ khác nhau và họ nói một trong số vài thứ tiếng của ngữ tộc Mông Cổ. Ngoại trừ tại đất nước Mông Cổ ngày nay, người Mông Cổ chỉ chiếm thiểu số tại các vùng lãnh thổ còn lại.

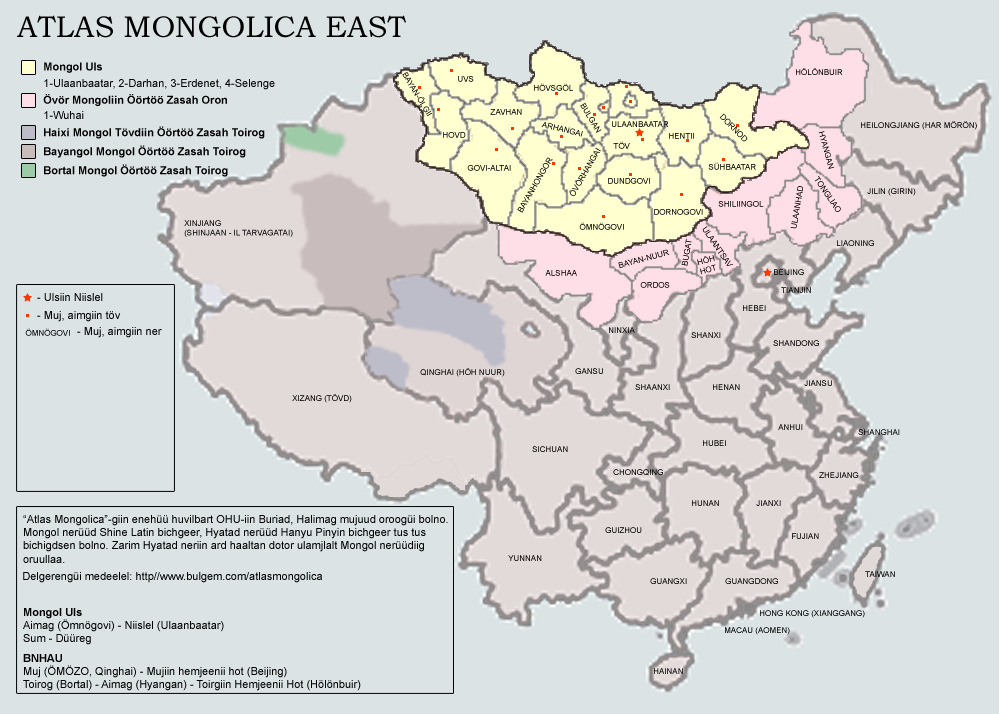
Mông Cổ, khu tự trị Nội Mông và các đơn vị trực thuộc khu tự trị này tại Trung Quốc

## Lịch sử
Thời kỳ nhà Hán, khu vực này chủ yếu thuộc sự cai quản của người Hung Nô. Sau khi các nhà nước của người Hung Nô bị nhà Tây Hán dẹp tan thì vùng đất này lần lượt do người Nhu Nhiên (柔然/Rouran), Đột Quyết (突厥/Turk) và Hồi Hột (回紇/Uyghur) chiếm lĩnh.
Khái niệm về những người sinh sống trong vùng lãnh thổ này như là "người Mông Cổ" được hình thành trong đầu thế kỷ 13, khi đó vùng đất này thuộc sự cai trị của nhà Kim. Sau khi nhà Kim suy yếu, Thành Cát Tư Hãn đã thống nhất các bộ lạc MôngCổ-Turk để thành một nhà nước là Đại Mông Cổ. Sau sự sụp đổ của nhà Nguyên năm 1368, đa phần các bộ phận của Đại Mông Cổ bị nhà Minh của người Hán chiếm đóng, với các phần còn lại bị chia sẻ giữa vài lãnh địa Mông Cổ, chủ yếu của các bộ lạc Oirad (Vệ Lạp Đặc) và Khalkha (Khách Nhĩ Khách). Trong nửa sau thế kỷ 17, gần như toàn bộ vùng lãnh thổ này nằm dưới sự cai quản của nhà Thanh do người Mãn lập ra và được gọi là Tái Bắc (塞北). Ngoại Mông Cổ khi đó gọi là Khách Nhĩ Khách Mông Cổ, do phủ tướng quân Ô Lý Nhã Tô Đài (Uliastai) cai quản. Khu vực Nội Mông Cổ ngày nay khi đó là đơn vị cấp tỉnh của nhà Thanh, chia ra làm các đạo và minh. Đến khi nhà nước Trung Hoa dân quốc ra đời thì Nội Mông Cổ chia ra thành 5 tỉnh là Hưng An, Sát Cáp Nhĩ, Nhiệt Hà, Tuy Viễn và Ninh Hạ. Ngoại Mông cổ khi đó gọi là Mông Cổ địa phương (蒙古地方).
Sau khi Ngoại Mông Cổ tuyên bố độc lập với nhà Thanh cuối năm 1911 (ngày 29 tháng 12) thì chính quyền của Bogd Khan ban đầu đã tìm kiếm sự thống nhất cho cả Nội và Ngoại Mông Cổ. Quân đội đã di chuyển vào Nội Mông Cổ, nhưng đã bị triệu hồi sau khi đế quốc Nga e ngại rằng việc chuyển quân này có thể gây ra xung đột với Nhật Bản. Năm 1919, người Nhật đã thành lập phong trào liên Mông Cổ dưới sự chỉ huy của tướng Bạch vệ và ataman của người Cossack vùng Baikal là Grigory Semyonov (1890-1946) tại đông bắc Nội Mông Cổ, nhưng chính quyền Bogd Khan đã từ chối gia nhập. Nam tước Roman Ungern von Sternberg (1886-1921), nhà độc tài của Mông Cổ từ tháng 3 tới tháng 8 năm 1921, cũng dính dáng tới chủ nghĩa liên Mông Cổ.
Sau thất bại của Ungern von Sternberg trước những người cộng sản Mông Cổ do Damdin Sükhbaatar chỉ huy với sự hỗ trợ của Hồng quân Xô viết, chế độ xã hội chủ nghĩa được coi là tư tưởng chủ đạo tại đây. Nhưng dưới áp lực của Komintern, với việc cho rằng gây căng thẳng với Trung Quốc vì lợi ích của ít hơn 2 triệu người Mông Cổ là không đáng, nên các chính sách này đã bị dừng lại vào giữa thập niên 1920. Ngày 24 tháng 11 năm 1924, nhà nước Cộng hòa Nhân dân Mông Cổ ra đời tại Ngoại Mông Cổ và tồn tại tới năm 1992. Quốc gia này hiện nay chỉ gọi đơn giản là Mông Cổ. Năm 1921, khu vực gọi là Tannu Uriankhai (Đường Nỗ Ô Lương Hải/唐努乌梁海) tại tây bắc Ngoại Mông Cổ tách ra để trở thành Cộng hòa Nhân dân Tuva. Nhà nước này chịu ảnh hưởng mạnh của Liên Xô cũ và tới năm 1944 thì trở thành tỉnh tự trị Tuva của Liên Xô cho tới năm 1961. Từ năm 1961 tới năm 1992 là Cộng hòa tự trị Tuva của CHXHCN Liên bang Nga thuộc Liên Xô còn hiện nay là Cộng hòa Tuva tại Liên bang Nga. Tại Nội Mông Cổ, kể từ năm 1947 trở đi thì nó là khu tự trị Nội Mông Cổ.
Một ý định phục hồi suy nghĩ về liên Mông Cổ nảy sinh sau Thế chiến II, khi quân đội Ngoại Mông Cổ tham gia vào các chiến dịch chống lại nhà nước Mông Cương do người Nhật dựng lên (xem Chiến dịch Bão tháng Tám). Tuy nhiên, quân đội Ngoại Mông đã nhanh chóng rút lui sau khi kết thúc tình trạng chiến tranh.
Sau cải cách dân chủ năm 1991, một vài tổ chức phi-nhà nước của người Mông Cổ lại đưa ra các cố gắng nhằm cổ xúy cho chủ nghĩa liên Mông Cổ. Tại Mông Cổ, các tổ chức này là "Phong trào thống nhất nhà nước của người Mông Cổ", tại Buryatia là "Phong trào vì thống nhất dân tộc Negeden" và "Đảng người Buryat-Mông Cổ". Tuy nhiên, không một tổ chức nào thu được bất kỳ ảnh hưởng chính trị nào đáng kể